# Horodyszcze (rejon kowelski)
Horodyszcze (ukr. Городище) – wieś na Ukrainie w rejonie kowelskim obwodu wołyńskiego.